# Magnus Lind (musiker)
Inge Magnus Lind, född 13 januari 1945 i Brännkyrka församling i Stockholm, död 28 december 2023 i Lummelunda på Gotland, var en svensk musiker och låtskrivare.

## Biografi
Lind växte upp som sladdbarn med två äldre syskon. Fadern var sjukvårdare och portvakt och modern sjuksyster. Magnus Lind utbildade sig till filmklippare och var under flera år bildproducent vid Sveriges Television, bland annat vid Ambassadockupationen i Stockholm 1975. Han lämnade dock arbetet där och satsade i stället helt på musiken. Han bildade sitt första popband Aston Reymers Rivaler på 1970-talet tillsammans med bland andra brodern Nils Göran Lind (född 1937), där han var dragspelare; bandet var ett hippiekollektiv. Därefter var han verksam i Perssons Pack 1992–2014.
Magnus Lind var också verksam som konstnär och ställde ut under rubriken "Horisonter" vid Länsteatern på Gotland 2017.
Första gången var han gift 1964–1977 med Barbro Fahlander (1944–2004) och fick sonen Kristopher 1964 och dottern Åsa 1972. Sonen har under namnet Chris Lind varit gitarrist i Easy Action. Andra gången gifte han sig 1999 med artisten Marie Nilsson Lind (1961–2024). Makarna är gravsatta på Norra kyrkogården i Visby.